# Mot lexical
Les mots lexicaux comme « autosemantica » sont les noms, les verbes, les adjectifs qualitatifs ainsi que les adverbes.

## Caractéristiques
Quelques caractéristiques de base :
- Ils sont en très grand nombre.
- Ils sont de longueur variable.
- Ils peuvent être créés, s'il y a besoin.
- Certains mots lexicaux peuvent être remplacés par des pronoms.

Les mots lexicaux sont à différencier des mots-outils.  En effet, contrairement aux mots-outils, les mots lexicaux sont en très grand nombre et on peut en créer de nouveaux.

## Création de nouveaux mots lexicaux
Étant donné que la langue est un moyen de communication par lequel les gens échangent de l'information, il faut inventer un nouveau mot pour désigner de l'information qui serait nouvelle. Par exemple, lorsque l'on a inventé un moyen de se déplacer sur l'eau, on a créé le mot bateau pour désigner cette nouvelle information.
Il y a trois moyens dans la langue française pour créer de nouveaux mots :
- La suffixation : ajouter un suffixe à la fin d'un mot (ex: fleurir);
- La préfixation : ajouter un préfixe au début d'un mot (ex: prévoir), et;
- La juxtaposition (ou composition) : juxtaposer des mots déjà existants pour en former un nouveau (ex : porte-monnaie).

## Classes grammaticales
Les mots lexicaux se distribuent dans différentes classes ou natures grammaticales :
- Les noms
- Les adjectifs
- Les adverbes
- Les verbes